# Giro del Belgio 2005
Il Giro del Belgio 2005, settantacinquesima edizione della corsa, si disputò in cinque tappe tra il 25 e il 29 maggio 2005, su un percorso di 850,1 km. Fu vinto dal belga Tom Boonen.

## Tappe
| Tappa  | Data      | Percorso                                    | km    | Vincitore di tappa | Leader cl. generale |
| ------ | --------- | ------------------------------------------- | ----- | ------------------ | ------------------- |
| 1ª     | 25 maggio | Ostenda > Ostenda                           | 154,9 | Tom Boonen         | Tom Boonen          |
| 2ª     | 26 maggio | Ostenda > Knokke-Heist                      | 165,2 | Tom Boonen         | Tom Boonen          |
| 3ª-1ª  | 27 maggio | Knokke-Heist > Buggenhout                   | 107,9 | Jurgen Van Loocke  | Tom Boonen          |
| 3ª-2ª  | 27 maggio | Buggenhout > Londerzeel (cron. individuale) | 15    | Ondřej Sosenka     | Tom Boonen          |
| 4ª     | 28 maggio | Londerzeel > Visé                           | 231,5 | Jan Kuyckx         | Tom Boonen          |
| 5ª     | 29 maggio | Visé > Putte                                | 175,6 | Stefan van Dijk    | Tom Boonen          |
| Totale | Totale    | Totale                                      | 850,1 |                    |                     |

## Squadre e corridori partecipanti
| N.    | Cod. | Squadra                     |
| ----- | ---- | --------------------------- |
| 1-8   | QST  | Quick Step                  |
| 11-18 | DVL  | Davitamon-Lotto             |
| 21-28 | RAB  | Rabobank                    |
| 31-38 | JAC  | Chocolade Jacques-T Interim |
| 41-48 | RAG  | R.A.G.T. Semences           |
| 51-58 | MRB  | MrBookmaker.com-SportsTech  |
| 61-68 | A&S  | Acqua & Sapone-Adria Mobil  |
| 71-78 | LAN  | Landbouwkrediet-Colnago     |

| N.      | Cod. | Squadra              |
| ------- | ---- | -------------------- |
| 81-88   | AGR  | Agritubel-Loudun     |
| 91-98   | SHI  | Shimano-Memory Corp  |
| 101-107 | LPR  | LPR-Piacenza         |
| 111-117 | BWJ  | Bodysol-Win for Life |
| 121-128 | JAR  | Jartazi Revor        |
| 131-138 | AXA  | AXA Pro-Cycling Team |
| 141-148 | PRC  | Profel Cycling Team  |

## Dettagli delle tappe

### 1ª tappa
- 25 maggio: Ostenda > Ostenda – 154,9 km

Risultati
| Pos. | Corridore         | Squadra      | Tempo    |
| ---- | ----------------- | ------------ | -------- |
| 1    | Tom Boonen        | Quick Step   | 3h30'03" |
| 2    | Danilo Napolitano | LPR-Piacenza | s.t.     |
| 3    | Lénaïc Olivier    | Agritubel    | s.t.     |

| Pos. | Corridore         | Squadra      | Tempo    |
| ---- | ----------------- | ------------ | -------- |
| 1    | Tom Boonen        | Quick Step   | 3h29'53" |
| 2    | Danilo Napolitano | LPR-Piacenza | a 2"     |
| 3    | Lénaïc Olivier    | Agritubel    | a 3"     |

### 2ª tappa
- 26 maggio: Ostenda > Knokke-Heist – 165,2 km

Risultati
| Pos. | Corridore         | Squadra      | Tempo    |
| ---- | ----------------- | ------------ | -------- |
| 1    | Tom Boonen        | Quick Step   | 3h47'05" |
| 2    | Mychajlo Chalilov | LPR-Piacenza | s.t.     |
| 3    | Niko Eeckhout     | Ch. Jacques  | s.t.     |

| Pos. | Corridore       | Squadra     | Tempo    |
| ---- | --------------- | ----------- | -------- |
| 1    | Tom Boonen      | Quick Step  | 7h16'48" |
| 2    | Nico Eeckhout   | Ch. Jacques | a 5"     |
| 3    | Wim Vansevenant | Davitamon   | a 13"    |

### 3ª tappa-1ª semitappa
- 27 maggio: Knokke-Heist > Buggenhout – 107,9 km

Risultati
| Pos. | Corridore         | Squadra         | Tempo    |
| ---- | ----------------- | --------------- | -------- |
| 1    | Jurgen Van Loocke | Landbouwkrediet | 2h26'32" |
| 2    | Tom Boonen        | Quick Step      | s.t.     |
| 3    | Danilo Napolitano | LPR-Piacenza    | s.t.     |

| Pos. | Corridore         | Squadra      | Tempo    |
| ---- | ----------------- | ------------ | -------- |
| 1    | Tom Boonen        | Quick Step   | 9h41'54" |
| 2    | Nico Eeckhout     | Ch. Jacques  | a 8"     |
| 3    | Danilo Napolitano | LPR-Piacenza | a 16"    |

### 3ª tappa-2ª semitappa
- 27 maggio: Buggenhout > Londerzeel – Cronometro individuale – 15 km

Risultati
| Pos. | Corridore      | Squadra      | Tempo  |
| ---- | -------------- | ------------ | ------ |
| 1    | Ondřej Sosenka | Acqua & Sap. | 18'42" |
| 2    | Tom Boonen     | Quick Step   | a 7"   |
| 3    | Bert Roesems   | Davitamon    | s.t.   |

| Pos. | Corridore       | Squadra    | Tempo     |
| ---- | --------------- | ---------- | --------- |
| 1    | Tom Boonen      | Quick Step | 10h00'43" |
| 2    | Bert Roesems    | Davitamon  | a 24"     |
| 3    | Linas Balčiūnas | Agritubel  | a 33"     |

### 4ª tappa
- 28 maggio: Londerzeel > Visé – 231,5 km

Risultati
| Pos. | Corridore        | Squadra     | Tempo    |
| ---- | ---------------- | ----------- | -------- |
| 1    | Jan Kuyckx       | Davitamon   | 5h14'44" |
| 2    | Steven Caethoven | Ch. Jacques | s.t.     |
| 3    | Stefan van Dijk  | MrBookmaker | s.t.     |

| Pos. | Corridore       | Squadra    | Tempo     |
| ---- | --------------- | ---------- | --------- |
| 1    | Tom Boonen      | Quick Step | 15h27'43" |
| 2    | Bert Roesems    | Davitamon  | a 24"     |
| 3    | Linas Balčiūnas | Agritubel  | a 33"     |

### 5ª tappa
- 29 maggio: Visé > Putte – 175,6 km

Risultati
| Pos. | Corridore         | Squadra         | Tempo    |
| ---- | ----------------- | --------------- | -------- |
| 1    | Stefan van Dijk   | MrBookmaker     | 3h54'58" |
| 2    | Jeremy Hunt       | MrBookmaker     | s.t.     |
| 3    | Jurgen Van Loocke | Landbouwkrediet | s.t.     |

| Pos. | Corridore       | Squadra    | Tempo     |
| ---- | --------------- | ---------- | --------- |
| 1    | Tom Boonen      | Quick Step | 19h10'25" |
| 2    | Bert Roesems    | Davitamon  | a 24"     |
| 3    | Linas Balčiūnas | Agritubel  | a 33"     |

## Classifiche della corsa

### Classifica generale
| Pos. | Corridore                | Squadra       | Tempo     |
| ---- | ------------------------ | ------------- | --------- |
| 1    | Tom Boonen               | Quick Step    | 19h10'25" |
| 2    | Bert Roesems             | Davitamon     | a 24"     |
| 3    | Linas Balčiūnas          | Agritubel     | a 33"     |
| 4    | Laurens ten Dam          | Shimano       | a 53"     |
| 5    | Niko Eeckhout            | Ch. Jacques   | a 58"     |
| 6    | José Antonio Pecharromán | Quick Step    | a 1'08"   |
| 7    | Maksim Rudenko           | Jartazi-Revor | a 1'17"   |
| 8    | Wouter Van Mechelen      | Ch. Jacques   | a 1'19"   |
| 9    | Denys Kostjuk            | Jartazi-Revor | a 1'19"   |
| 10   | Erwin Thijs              | MrBookmaker   | a 1'23"   |

### Classifica a punti
| Pos. | Corridore         | Squadra         | Punti |
| ---- | ----------------- | --------------- | ----- |
| 1    | Tom Boonen        | Quick Step      | 104   |
| 2    | Niko Eeckhout     | Ch. Jacques     | 90    |
| 3    | Stefan van Dijk   | MrBookmaker     | 86    |
| 4    | Danilo Napolitano | LPR-Piacenza    | 85    |
| 5    | Jurgen Van Loocke | Landbouwkrediet | 52    |

### Classifica sprint
| Pos. | Corridore        | Squadra     | Punti |
| ---- | ---------------- | ----------- | ----- |
| 1    | Niko Eeckhout    | Ch. Jacques | 40    |
| 2    | Erwin Thijs      | MrBookmaker | 29    |
| 3    | Wim Vansevenant  | Davitamon   | 18    |
| 4    | Preben Van Hecke | Davitamon   | 13    |
| 5    | Juliën Smink     | Shimano     | 10    |

### Classifica a squadre
| Pos. | Squadra                     | Tempo     |
| ---- | --------------------------- | --------- |
| 1    | Davitamon-Lotto             | 57h34'24" |
| 2    | Chocolade Jacques-T Interim | a 33"     |
| 3    | Rabobank                    | a 41"     |
| 4    | Jartazi-Revor               | a 45"     |
| 5    | Bodysol-Win For Life        | a 54"     |